# Savannah Outen
Savannah Paige Outen nasceu no dia 14 de outubro de 1992, em Hillsboro, Oregon,EUA. Savannah tornou-se famosa por gravar vídeos e os colocar na Internet. Sua página no YouTube tem mais de 100 mil inscritos e mais de 26 milhões de visualizações. Entre 2002 e 2006, ela participou do grupo de dança Junior BlazerDancers e mais recentemente do grupo Jagz Century. Seu primeiro single Goodbyes alcançou o 5° lugar na Radio Disney, sendo a primeira artista "não-Disney" a entrar no Top10.Com a sua voz incrivel, encantou a todos os fãs, sem nem mesmo passar por momentos de "críticas".
No dia 02 de novembro de 2008, Savannah inicia sua primeira turnê oficial, abrindo os shows para Nat e Alex Wolff, do grupo The Naked Brothers Band. Atualmente Savannah encontra-se gravando o seu 1º disco. Sua música "So What", foi gravada para a quarta temporada do seriado The Simple Life da FOX.
Em 2010 Gravou a Música em Português Se Você Soubesse ,Junto com a Cantora Brasileira Ana J' Kingdom.
Ela também foi convidada para cantar o Hino Nacional em muitos locais de esportes profissionais, incluindo a Oakland Raiders, Los Angeles Dodgers, Anaheim Angels, Seattle Mariners, Seattle SuperSonics, Seattle Storm, and the Portland Beavers. De 2002 a 2006 foi membro do grupo júnior de dança BlazerDancers.

## Discografia

### Singles
- 2008: "Goodbyes"
- 2008: "Adios (Goodbyes Spanish Version)"
- 2009: "If You Only Knew"
- 2009: "Adeus (Goodbyes Brazilian Version)"
- 2009: "Hope and Prayer"
- 2009: "Shop"
- 2009: "He's Just"
- 2009: "Friends"
- 2010 : Participação em Se Você Soubesse,da Cantora Brasileira Ana J' Kingdom.
- 2011: "I'm On One" cover by DeStorm ft. Savannah Outen

### Soundtracks
- 2009: Radio Disney Jams Vol. 11 (com "Goodbyes")
- 2009: Tinker Bell and the Lost Treasure (com "A Greater Treasure than a Friend")

### Video Clipes
- 2008: "Goodbyes" dirigido por Mason Dixon
- 2009: "If You Only Knew" dirigido por Mason Dixon
- 2010: Participação em Se você Soubesse com Ana J' Kingdom dirigido por AJ'K Productions